# Haile Selassie
Haile Selassie (født Tafari Makonnen, 23. juli 1892, død 27. august 1975) var Etiopiens kronprins fra 1916 til 1928, konge fra 1928 til 1930 og kejser fra 1930 til 1974. Han spiller en stor rolle i moderne etiopisk historie. Han var medlem af det Salomonske dynasti, der fører sit stamtræ tilbage til Etiopiens første kejser, Kejser Menelik I som herskede år 975-950 f.Kr. Haile Selassie aflagde Danmark et statsbesøg i 1954, hvor kong Frederik IX tog imod.
Selassies internationale udsyn førte til, at Etiopien blev et af de stiftende lande i de Forenede Nationer. Han gjorde sig tidligt bemærket blandt andet ved et møde i Folkeforbundet i 1936 at fordømme Italiens brug af kemiske våben mod hans befolkning under den anden italiensk-abessinske krig. Han er af nogle historikere kritiseret for sin undertrykkelse af politiske modstandere i landets aristokrati (helt konkret mesafinterne), der konsekvent modarbejdede Selassies reformer. Nogle kritikere mener også, at Etiopien under kejseren ikke moderniserede sig nok. Under Haile Selassies styre blev Harari-folket forfulgt og mange forlod Harar-regionen. Hans regime er af flere menneskerettighedsorganisationer kritiseret for manglede frihedsrettigheder og for at være autokratisk.
I Rastafari bevægelsen spillede Haile Selassie også en særlig rolle. Bevægelsen, der menes at have mellem 700.000 og en million medlemmer, anser nemlig Selassie for den genopstandne Messias. Bevægelsen, som opstod i Jamaica i 1930'erne, anser Haile Selassie for den, der skal lede følgerne ind i en guldalder af fred, retfærdighed og velstand. Selassie selv var etiopisk ortodoks kristen gennem hele sit liv.
Hungersnød i Etiopien i 1973 førte til Selassies fjernelse fra tronen ved et statskup som førte til Derg-regimets magtovertagelse. Han døde ved kvælning den 27. august 1975 som 83-årig. Flere deltagere fra Derg-regimet blev senere tiltalt for at have planlagt at dræbe ham.